# Genea gracilis
Genea gracilis là một loài ruồi trong họ Tachinidae.